# Itamar Einhorn
Itamar Einhorn (hebräisch איתמר איינהורן; * 20. September 1997 in Modi'in) ist ein israelischer Radrennfahrer.

## Werdegang
Einhorn wurde 2014 israelischer Junioren-Meister im Einzelzeitfahren. Nachdem er 2017 in der Elite Zweiter der israelischen Meisterschaften im Straßenrennen geworden war, erhielt er ab der Saison 2018 einen Vertrag mit dem UCI Professional Continental Team Israel Cycling Academy, für das er in den beiden Vorjahren bereits als Stagiaire gefahren war. Dieses Team erhielt 2020 unter dem Namen Israel Start-Up Nation eine Lizenz als UCI WorldTeam.
Für diese Mannschaft wurde Einhorn 2020 bei der Tour Colombia Dritter der zweiten Etappe, was die erste Podiumsplatzierung eines Israelis bei einem Rennen des internationalen Kalenders war. Im selben Jahr wurde er Neunter des Scheldeprijs, einem Eintagesrennen der UCI ProSeries.
2020 gewann Einhorn eine Etappe der polnischen Course Cycliste de Solidarność et des Champions Olympiques, 2021 gewann er mit dem Visegrád 4 Bicycle Race – GP Polski auch sein erstes internationales Eintagesrennen. Er bestritt die Vuelta a España 2021, bei der er einen fünften und einen siebten Etappenrang belegte, bevor er das Rennen aufgab. Im Sprint des Vorderfelds gewann er die Abschlussetappe der Slowakei-Rundfahrt vor Peter Sagan. In den Jahren 2022 und 2023 wurde Einhorn jeweils israelischer Meister im Straßenrennen. Weiters konnte er im Jahr 2023 zum zweiten Mal den Visegrad 4 Bicycle Race-GP Poland gewinnen und setzte sich kurz darauf auch beim Memoriał Andrzeja Trochanowskiego durch, wobei er beide Rennen für die israelische Nationalmannschaft bestritt. Außerdem gewann er eine Etappe der Czech Tour 2023, ehe er im Jahr 2024 zwei Etappen der Tour du Rwanda und Tour de Taiwan für sich entschied.
2024 wurde Einhorn für die Teilnahme am Straßenrennen der Olympischen Spiele in Paris nominiert. Israel war bisher nur ein einziges Mal an diesem Wettbewerb beteiligt: Vor 64 Jahren startete Henry Ohayon und belegte Platz 39.

## Erfolge
2014
 Israelischer Meister (Junioren) – Einzelzeitfahren
2020
eine Etappe Course Cycliste de Solidarność et des Champions Olympiques
2021
- Visegrád 4 Bicycle Race – GP Polski
- eine Etappe Slowakei-Rundfahrt

2022
- Israelischer Meister – Straßenrennen

2023
- Israelischer Meister – Straßenrennen
- Visegrád 4 Bicycle Race – GP Polski
- Memoriał Andrzeja Trochanowskiego
- eine Etappe Czech Tour

2024
- zwei Etappen Tour du Rwanda
- zwei Etappen Tour de Taiwan

2025
- eine Etappe Tour de Taiwan

## Grand Tour-Platzierungen
| Grand Tour            | 2021 | 2022 | 2023 | 2024 |
| --------------------- | ---- | ---- | ---- | ---- |
| Giro d’ItaliaGiro     | –    | –    | –    | –    |
| Tour de FranceTour    | –    | –    | –    | –    |
| Vuelta a EspañaVuelta | DNF  | DNF  | –    | –    |